# پرواز شماره ۲۱۷ آذربایجان ایرلاینز
پرواز شماره ۲۱۷ آذربایجان ایرلاینز (انگلیسی: Azerbaijan Airlines Flight 217) یک پرواز مسافری برنامه‌ریزی شده میان شهرهای باکو و آق‌تاو در قزاقستان بود که در ساعت ۲۲:۴۰ ۲۳ دسامبر ۲۰۰۵ در حوالی دریای مازندران و در نزدیکی نارداران سقوط کرد. پرواز توسط هواپیمای آنتونوف-۱۴۰ انجام شد.

## سانحه
حدود پنج دقیقه پس از خروج شبانه از فرودگاه باکو، خدمه از خرابی سیستم خبر دادند. حرکت شبانه بر روی دریای کاسپین بدون ابزار پرواز، قضاوت درباره پارامترهای پرواز را برای خدمه دشوار کرد. این هواپیما هنگام تلاش برای بازگشت به باکو، اندکی پس از آن در ساحل دریای مازندران و در نزدیکی شهر نارداران سقوط کرد و همه ۱۸ مسافر و ۵ خدمه آن کشته شدند.

## پیامد
تحقیقات شرکت هواپیماسازی خارکوف نشان داده است که سه ژیروسکوپ مستقل در اوایل پرواز اطلاعات ثبات عنوان و ارتفاع را به خدمه ارائه نمی‌کردند.
در پی این حادثه، خطوط هوایی آذربایجان ایرلاینز پرواز دیگر هواپیماهای آنتونوف ۱۴۰ (An-14) باقی‌مانده را متوقف کرد و هرگونه برنامه آینده برای خرید بیشتر هواپیماهای ساخت اوکراین را لغو کرد.